# Yechiel Brukner

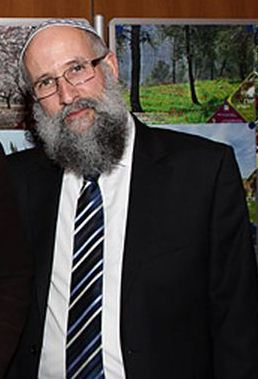
Yechiel Brukner, 2013

Yechiel Leo Brukner (geb. 1957 in Zürich) ist ein israelisch-schweizerischer Rabbiner und seit 2018 Gemeinderabbiner der Synagogen-Gemeinde Köln.

## Eltern
Sein Vater Berek Brukner (* 1922 in Wolbrom; † 1980 in Zürich) wurde nach dem Einmarsch deutscher Truppen in Polen im Rahmen der Judenverfolgung zusammen mit seiner Familie deportiert. Während seine gesamte Verwandtschaft ermordet wurde, konnte Brukner am 11. April 1945 von amerikanischen Soldaten aus dem KZ Buchenwald befreit werden, wo er zuletzt gefangen war. Durch ein Programm der Schweiz, welche 377 jugendliche Holocaustüberlebende für einige Zeit „zur Erholung“ aufnahm, kam er im Juni 1945 in die Schweiz. Dazu verschleierte er allerdings sein wahres Geburtsdatum, um dabei sein zu können. 1951 heiratete er die Schweizerin Bayla Berta Bessermann (* August 1933) und konnte im Alpenland bleiben. 1957 kam sein Sohn Yechiel zur Welt.

## Leben
Yechiel Brukner wuchs in Zürich auf und besuchte das Lehrerseminar der Jeschiwa Etz Chaim in Montreux und schloss es unter Anerkennung des israelischen Erziehungsministerium ab. Er besuchte ab 1986 das Jerusalemer Tempel-Institut und wurde nach Abschluss durch das israelische Oberrabbinat zum Rabbiner ordiniert. Er lehrte jüdische Fächer an einem Jeschiwa‐Gymnasium und gründete eine jüdische Siedlung. Nach 22 Jahren in Israel zog er mit seiner Frau Sarah nach München, wo er von 2008 bis 2013 eine Jeschiwa im Rahmen des Tätigkeitsfeldes der „Tora Mitzion Lernzentrums“ in der Synagoge (der Chabad-Dynastie) an der Possartstraße leitete. Auch heute noch arbeitet Brukner am Münchener Lernzentrum, was viele Reisen zwischen Köln und der bayrischen Landeshauptstadt notwendig macht.

## Rabbiner in Köln
Nach dem Ausscheiden Jaron Engelmayers als Rabbiner im Januar 2015 blieb die Synagogen-Gemeinde Köln drei Jahre ohne geistliches Oberhaupt. Durch frühere Einladungen Engelmayers kannte sein Landsmann Brukner bereits die Gemeinde Köln. Seit Januar 2018 half er dort auch gelegentlich aus und konnte im März 2018 vollständig für das Amt des Gemeinderabbiners gewonnen werden, welches er seit dem 1. September 2018 bekleidet.
Rabbi Brukner hat mit seiner Frau Sarah sechs Kinder und 16 Enkel. Er ist Mitglied der Orthodoxen Rabbinerkonferenz.